# Parochlus trigonocerus
Parochlus trigonocerus är en tvåvingeart som beskrevs av Lars Zakarias Brundin 1966. Parochlus trigonocerus ingår i släktet Parochlus och familjen fjädermyggor. Inga underarter finns listade i Catalogue of Life.